# Dodge Journey
La Dodge Journey, vendu aussi sous les noms de Dodge JC au Japon et Dodge JCUV en Chine, est un monospace à tendance SUV du constructeur automobile américain Dodge commercialisé de 2007 à 2020.
Il est également distribué sous le nom de Fiat Freemont de 2011 à 2016.

## Présentation
La Journey a été présenté au salon de l'automobile de Francfort 2007,, apparaissant plus tard au salon de l'automobile de Francfort 2009.
Identifié en interne en tant que JC49, le Journey partage une plate-forme modifiée de Dodge Avenger et un empattement identique avec les anciens monospaces Chrysler à empattement court, soit un empattement légèrement plus court de 2 891 mm que celui du Chrysler Pacifica sortant.
Les versions de production des véhicules de l'année modèle 2009 ont été commercialisées à la fin de 2007 en Amérique du Nord, puis en juin 2008 ailleurs. Une version destinée au marché chinois a été dévoilée à l'Auto China de 2008, vendu sous le nom de Dodge JCUV.
Les Dodge Journey commercialisés au Japon sont désignés sous le nom de Dodge JC car l'appellation "Journey" est déjà utilisée par Isuzu Motors. Les JC ont été qualifiés par le gouvernement japonais pour être inclus dans le programme de subventions pour les véhicules respectueux de l'environnement.

### Mise à jour de 2011

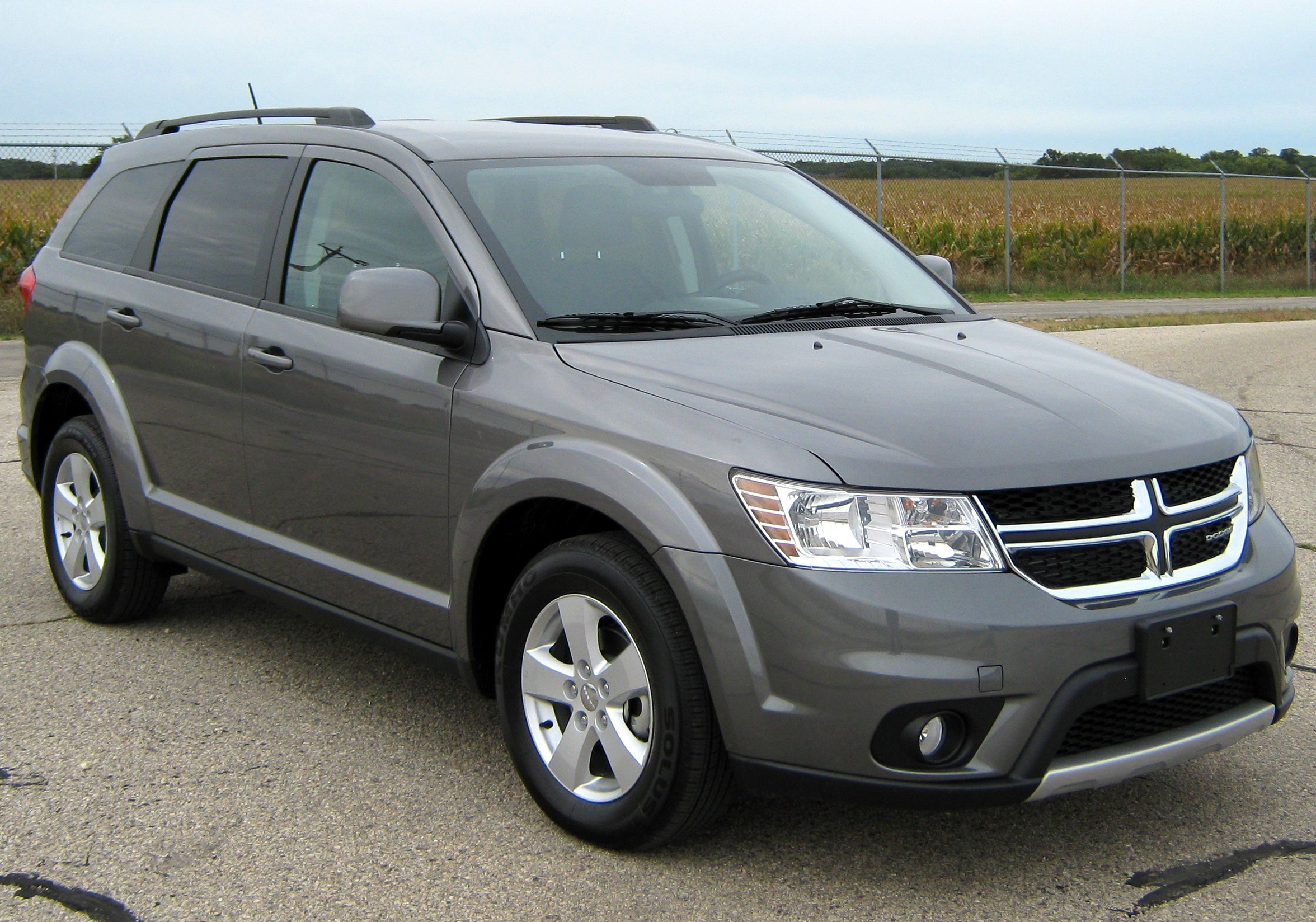
Avant
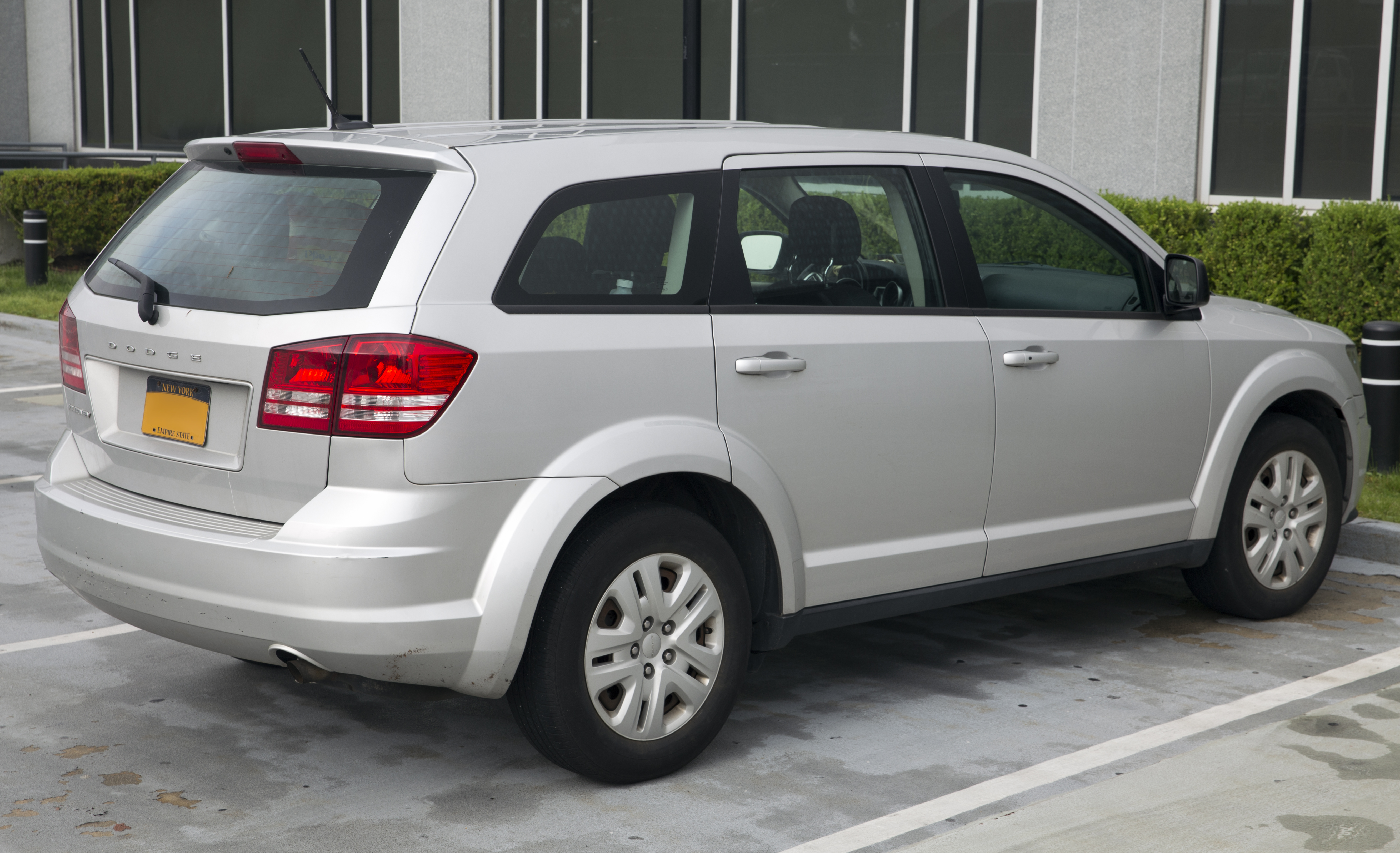
Arrière

Les révisions pour l'année-modèle 2011 comprennent des modifications de la calandre, du carénage avant inférieur, de l'intérieur redessiné, de la suspension, de la direction, du groupe motopropulseur et de l'utilisation du nouveau logo Dodge, lancé en 2011, ainsi que des feux arrière à LED. Les niveaux de finition Express et Mainstreet remplacent respectivement les SE et SXT, tandis que les versions Crew et Lux sont également ajoutées à la gamme. Le Journey de 2011 a reçu de nouveaux systèmes d'infodivertissement Uconnect 3 avec des écrans tactiles LCD couleur de 11 ou 21 cm et un Electronic Vehicle Information Center (EVIC) LCD couleur dans le tableau de bord. Le système Keyless Enter-'n'-Go, avec accès sans clé et démarrage par bouton-poussoir, est devenu standard sur tous les modèles de Journey.
Pour l'année modèle 2012, le Journey est devenu le plus petit SUV de Dodge après que FCA ait arrêté de fabriquer le Nitro. Les versions SE et SXT reviennent pour 2012, remplaçant respectivement les versions Express et Mainstreet. Un modèle American Value Package (AVP) est également ajouté pour le marché des États-Unis dont le prix est inférieur au SE. Pour l'année modèle 2013, Dodge a lancé le Journey Blacktop, avec des roues de 19 pouces en aluminium et des chapeaux centraux noir brillant, une calandre noire brillante, des phares à contour noir brillant, un panneau avant inférieur noir brillant et des rétroviseurs extérieurs noir brillant. En 2014, le Journey Crossroad a été lancé avec des accents chromés à l'intérieur et le long de la partie inférieure de la carrosserie, des feux avant et arrière fumés, une calandre, des bas de caisse, des rails pour une galerie de toit noire et une plaque de protection similaire à l'arrière. Chrysler a ajouté le logo Dodge révisé avec deux rectangles inclinés pour l'année modèle 2013. Pour l'année modèle 2016, les versions AVP et Limited du Journey ont été abandonnées et la version Crossroad Plus a été ajoutée, pour l'année modèle 2017, la version R/T est remplacée par la version GT[réf. nécessaire].
Style pré-restylage

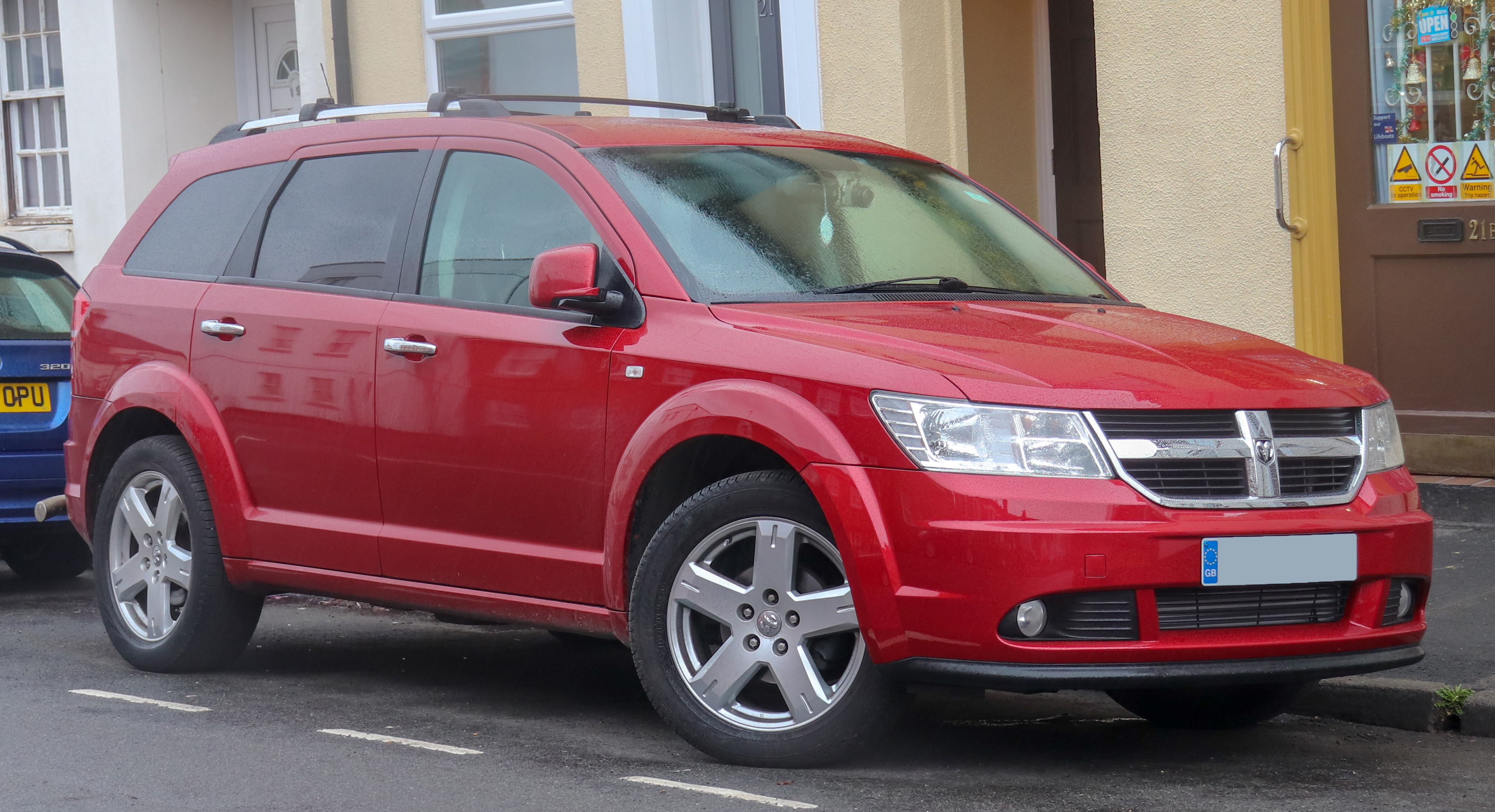
Avant
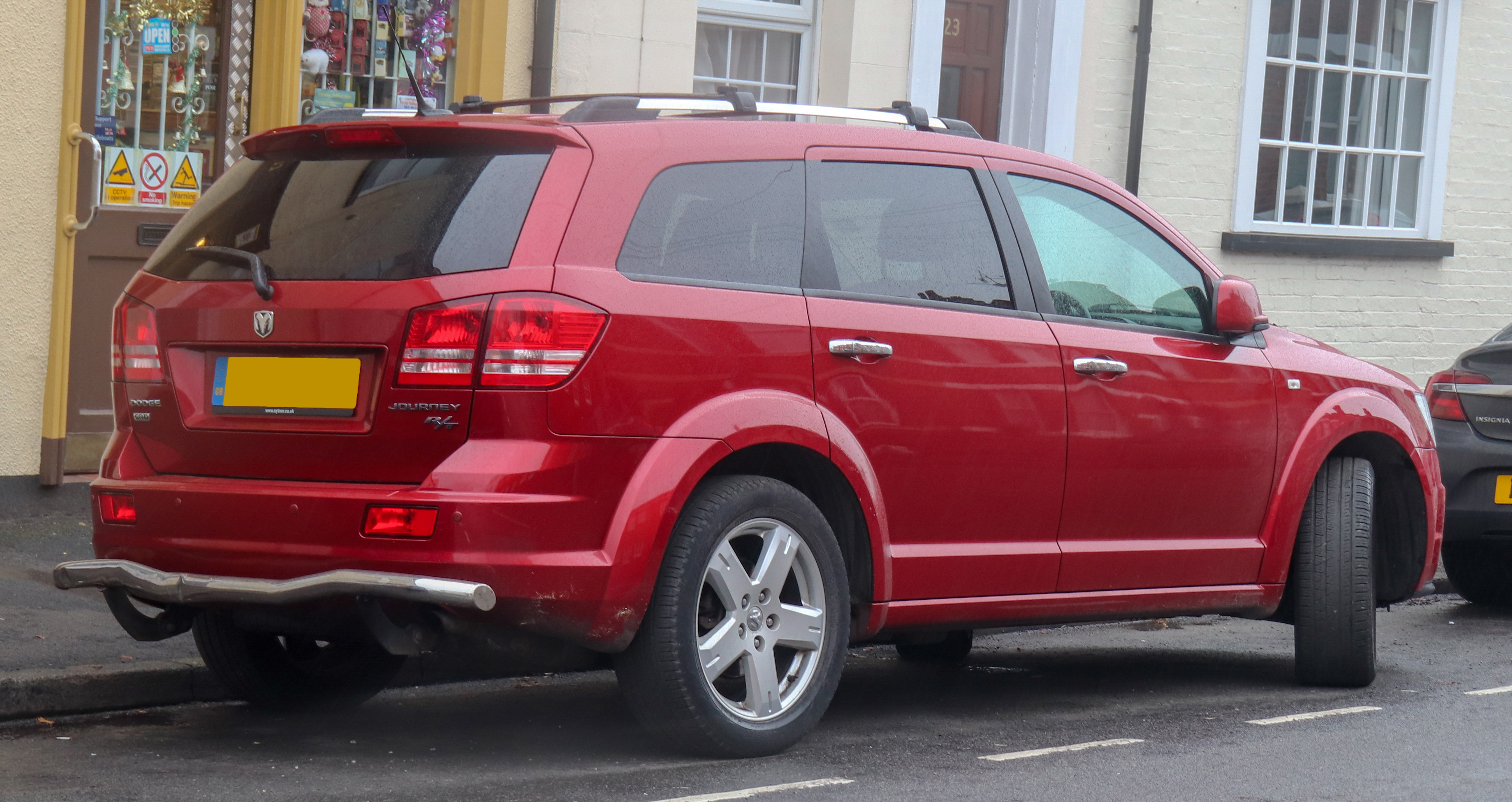
Arrière
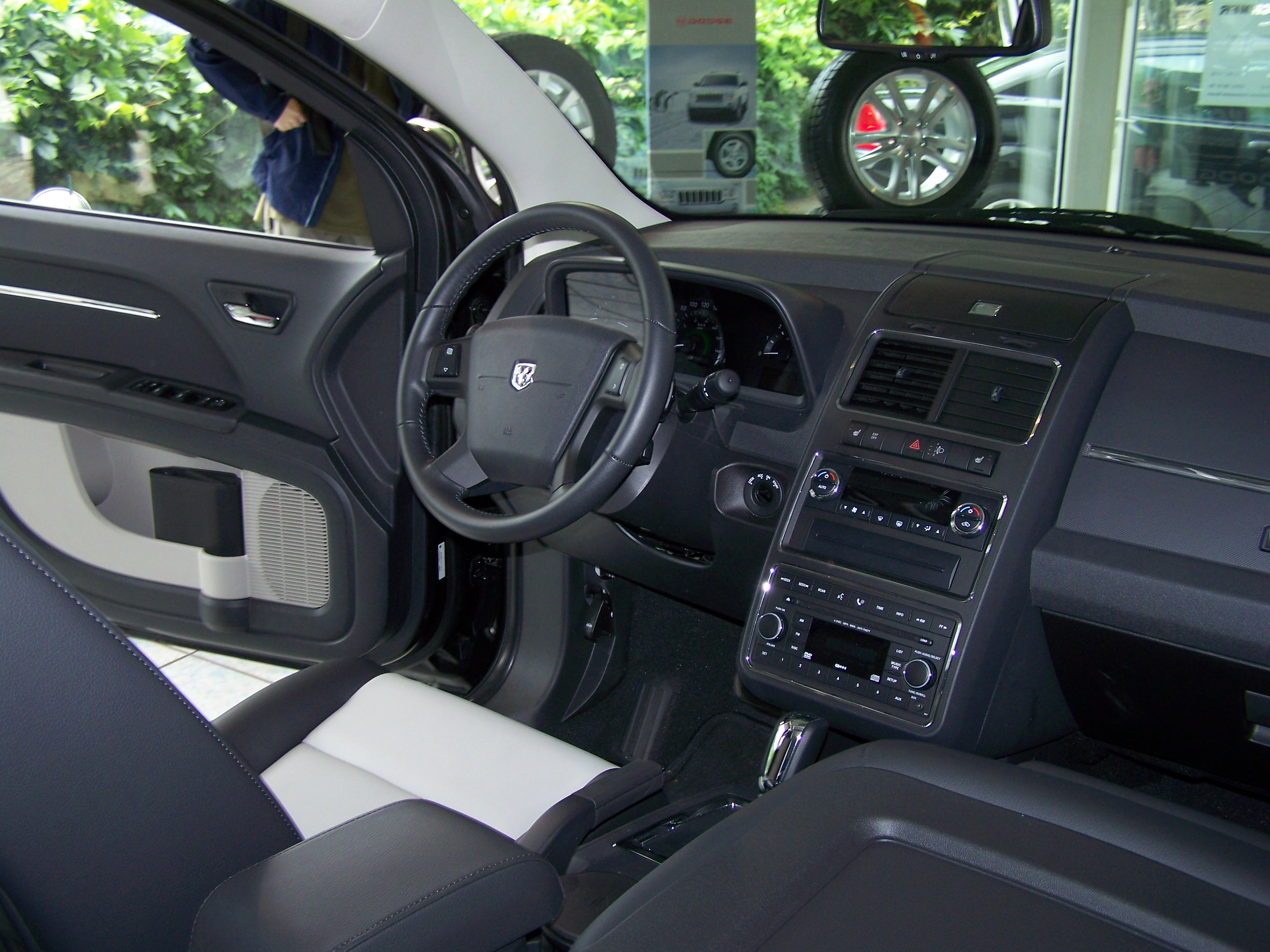
Intérieur

Style post-restylage
- Avant
- Arrière

### Niveaux de finition nord-américains
Les versions suivantes étaient disponibles en Amérique du Nord de 2009 à 2010:
- SE : quatre cylindres en ligne 2,4 L de 175 ch (129 kW)
- SXT : V6 3,5 L de 238 ch (175 kW)
- SXT AWD : V6 3,5 L de 238 ch (175 kW)
- R/T : V6 3,5 L de 238 ch (175 kW)
- R/T AWD : V6 3,5 L de 238 ch (175 kW)

### Fiat Freemont

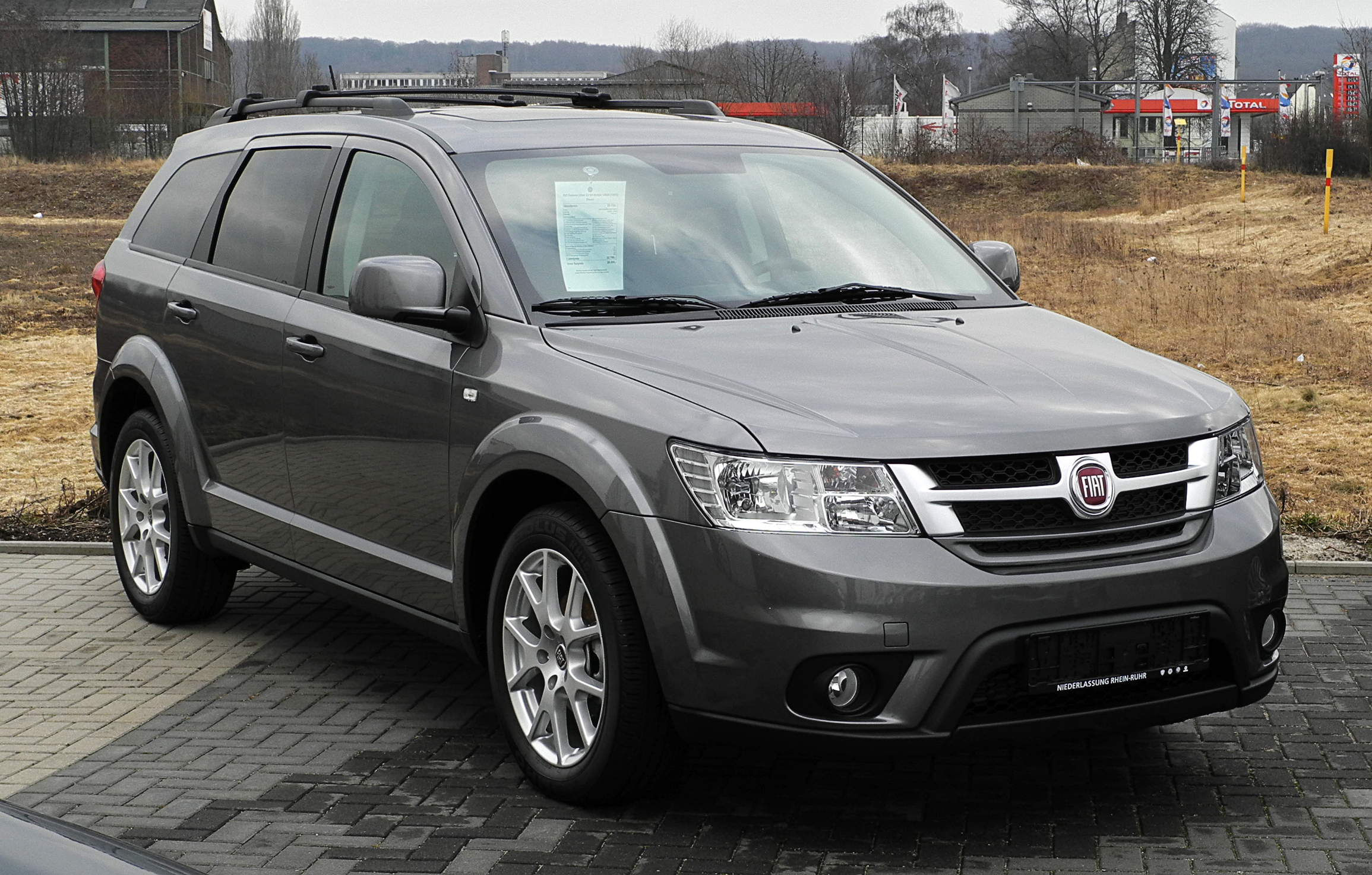
Fiat Freemont

Après avoir créé le groupe Fiat Chrysler Automobiles, Fiat a rebaptisé le Journey en Fiat Freemont en Europe après l'année modèle 2011. Il est dévoilé au Salon automobile de Genève de 2011, et fabriqué au Mexique.
Le Freemont est lancé en Italie fin mai 2011. Il dispose de deux variantes turbodiesel à traction avant, la version 140 ch (103 kW) et la version 170 ch (125 kW) du moteur turbodiesel Multijet 2,0 L. Plus tard[Quand ?], une version à traction intégrale du moteur Diesel de 170 ch (125 kW) et le V6 Pentastar ont été présenté.
L’habitacle a été entièrement revu par le Centro Stile Fiat et dispose d'un meilleur niveau de finition, pour s'approcher des standards européens. La gamme européenne a bénéficié d'une refonte complète de la suspension aux habitudes locales au niveau de l'assistance de direction et du comportement routier, avec une suspension moins molle.
En Australie, au Brésil et en Chine, le Freemont et le Journey sont disponibles à la vente conjointement. Cependant, pour créer un marché distinct pour les deux véhicules, le Freemont n'est disponible qu'avec les moteurs 4 cylindres 2,0 et 2,4 L sur les marchés autre que la Chine, alors que le Journey n'est désormais vendu qu'avec le moteur V6 Pentastar (les deux moteurs étaient disponibles avant le lancement du Freemont). Le Freemont a été lancé en Russie en 2013.
Le Freemont était à l'origine uniquement disponible sur les marchés à conduite à gauche, à l'exception des Pays-Bas. Fiat Group Automobiles Netherlands n'a pas proposé le Fiat Freemont sur le marché néerlandais, en raison du climat fiscal néerlandais, qui rendrait la voiture trop chère pour devenir un succès commercial[réf. nécessaire]. Un modèle à conduite à droite a été introduit en Australie[Quand ?], mais pas au Royaume-Uni. La commercialisation du véhicule s'achève en 2016. Il est remplacé par le Fiat Ulysse de troisième génération.

### Modifications de l'année modèle 2020
Pour l'année modèle 2020, le Dodge Journey n'est disponible qu'en deux niveaux de finition: SE Value de base et Crossroad «haut de gamme». Tous les modèles Journey de 2020 sont propulsés par un moteur essence quatre cylindres en ligne de 2,4 litres qui produit 175 ch (129 kW), couplé à une transmission automatique à quatre vitesses, et n'est disponible qu'avec la traction avant. Le moteur essence optionnel V6 Pentastar Variable Valve Timing (VVT) de 3,6 litres, la transmission automatique à six vitesses et l'option de traction intégrale ont tous été abandonnés. Tous les modèles de Journey sont désormais équipés de trois rangées de sièges pour sept passagers de série, c'étaient auparavant en option sur les versions de base des années précédentes. Les options et finitions disponibles ont été révisés. De plus, le Journey (ainsi que le Dodge Grand Caravan) ne sont pas disponibles pour l'année modèle 2020 dans les États ayant des exigences d'émissions californiennes. 2020 est la dernière année-modèle du modèle Journey, citant la décision de Dodge de passer à une marque de performance et de mettre fin à la commercialisation des véhicules à petits volumes de ventes qui avaient jusque là résisté,.

### Moteurs
Pour les versions essence, le Journey peut être équipé d’un moteur quatre cylindres en ligne 2,4 L de 175 ch (129 kW) et 225 N m de couple, une version des moteurs quatre cylindres de la catégorie World Engine de Chrysler GEMA, partagée avec Hyundai et Mitsubishi,. Jusqu'en 2010, le V6 Pentastar de 3,5 L était offert en Amérique du Nord avec une transmission automatique à six vitesses, produisant 238 ch (175 kW) et 315 N m de couple. Pour 2011, il a été remplacé par le V6 Pentastar de 3,6 litres, produisant 287 ch (211 kW) et 350 N m de couple. D'autres marchés proposent la transmission automatique à six rapports avec le V6 flex-fuel de 2,7 litres (compatible E85). La transmission intégrale n'est disponible qu'avec un V6.
Aussi jusqu'en 2010, un moteur Diesel d'origine Volkswagen était disponible en dehors de l'Amérique du Nord avec une transmission à double embrayage à changement automatique. Chrysler a réalisé l'ingénierie principale de la transmission à double embrayage avec le soutien de son partenaire de longue date Getrag, qui devait construire la transmission aux États-Unis. En raison de problèmes de financement, cela ne s'est pas produit et l'usine, presque terminée, a été vendue et utilisée à d'autres fins.
Pour la deuxième génération de 2011, le Diesel Volkswagen a été remplacé par un moteur 4 cylindres turbodiesel 2,0 CRD 16 soupapes de 140 ch (103 kW) ou 170 ch (125 kW) et 350 N m de couple avec filtre à particules de série. Ce moteur peut être associé (selon finition) à une boîte de vitesses robotisée DCT 6 rapports optimisant performance, économie et agrément de conduite. Une première sur un véhicule Dodge.
Puissance : 140 ch à 4 000 tr/min
Couple : 310 N m de 1 750 à 2 500 tr/min
Boîte de vitesses (disponibilité selon finitions) :
manuelle 6 rapports/robotisée DCT 6 rapports.
| Modèle                      | Disponibilité | Moteur                        | Cylindrée (cm³) | Puissance       | Couple maxi (N m) | Émissions CO2 (g/km) | Vitesse maxi (km/h) | Accélération 0–100 km/h (secondes) | Consommation moy. (l/100 km) |
| 2.0 Multijet 140 ch         | 2011 -        | 4 cylindres en ligne, diesel  | 1 956           | 104 kW (140 ch) | 350               | 169                  | 180                 | 12,3                               | 6,4                          |
| 2.0 Multijet 170 ch         | 2011 -        | 4 cylindres en ligne, diesel  | 1 956           | 125 kW (170 ch) | 350               | 169                  | 195                 | 11,0                               | 6,4                          |
| 2.0 Multijet 170 ch AWD     | 11/2011 -     | 4 cylindres en ligne, diesel  | 1 956           | 125 kW (170 ch) | 350               | 194                  | 184                 | 11,1                               | 7,3                          |
| 2.4 170 ch                  | -             | 4 cylindres en ligne, essence | 2360            | 125 kW (170 ch) | 220               | -                    | -                   | -                                  | -                            |
| 3.6 V6 Pentastar 280 ch AWD | 11/2011 -     | 6 cylindres en V, essence     | 3 604           | 206 kW (280 ch) | 320               | 262                  | 206                 | 8,4                                | 11,3                         |

Consommations extra-urbaine/urbaine/mixte : 5,4/8,4/6,5 L/100 km.

### Sécurité
Le Dodge Journey (aux États-Unis et au Canada) comprend des airbags à plusieurs niveaux pour le conducteur et le passager avant, des airbags latéraux montés aux sièges avant, des airbags latéraux rideau sur les trois rangées, des ABS aux quatre roues de série, ESP et atténuation électronique du roulis, assistance au freinage.
| Global:                     | 4/5 étoiles |
| Conducteur frontal:         | 5/5 étoiles |
| Passager frontal:           | 4/5 étoiles |
| Conducteur latéral:         | 5/5 étoiles |
| Passager latéral:           | 4/5 étoiles |
| Poteau latéral conducteur:  | 4/5 étoiles |
| Tonneau traction avant:     | /18,5 %     |
| Tonneau traction intégrale: | /17,9 %     |

## Ventes mondiales
| Année civile     | États Unis       | Canada           | À l'extérieur Amérique du Nord | Mexique          | Europe (Dodge Journey), | Europe (Fiat Freemont) | Brésil           | Argentine        | Total     |
| ---------------- | ---------------- | ---------------- | ------------------------------ | ---------------- | ----------------------- | ---------------------- | ---------------- | ---------------- | --------- |
| 2007             | 109              |                  |                                |                  | 2                       |                        |                  |                  | 109       |
| 2008             | 47 097           | 11 817           | 24 155                         | 12 831           | 5 101                   |                        |                  |                  | 83 069    |
| 2009             | 53 826           | 15 390           | 15 908                         | 13 491           | 8 316                   |                        |                  |                  | 99 615    |
| 2010             | 48 577           | 23 785           | 1 980                          | 13 063           | 6 254                   |                        |                  | 2 280            | 89 685    |
| 2011             | 55 155           | 29 021           | 38 869                         | 12 321           | 901                     | 13.651                 |                  | 4 077            | 153 094   |
| 2012             | 79 563           | 28 888           | 23 624                         | 13 034           | 51                      | 25 830                 | 11 330           | 2 376            | 184 645   |
| 2013             | 83 933           | 27 745           |                                | 12 615           | 27                      | 18 826                 |                  | 1 919            | 145 038   |
| 2014             | 93 572           | 24 715           |                                | 11 688,          | 2                       | 17 417                 | 7 478            | 428              | 155 298   |
| 2015             | 108 085          | 25 646           |                                | 10 972           | 33                      | 13 790                 | 10 723           | 66               | 169 282   |
| 2016             | 106 759          | 16 883           |                                | 7 698,           | 65                      | 3 084                  | 7 302            | 15               | 141 741   |
| 2017             | 89 470           | 13 745,          |                                | 4 167,           |                         | 2                      | 469              | 584              | 108 437   |
| 2018             | 94 096           | 5 777            |                                | 2 828            |                         | 2                      | 324              | 379              | 103 404   |
| 2019             | 74 687           | 2 631            |                                | 2 360,           |                         | 1                      | 442              | 66               | 80 186    |
| Total des ventes | Total des ventes | Total des ventes | Total des ventes               | Total des ventes | Total des ventes        | Total des ventes       | Total des ventes | Total des ventes | 1 513 603 |

## Autres utilisations du nom Journey
Dodge réutilise le nom Journey en présentant une seconde génération destinée au marché mexicain en septembre 2021. Il s'agit en fait d'un Trumpchi GS5 de deuxième génération rebadgé. Ce crossover à mi-chemin entre monospace et SUV (comme le premier Journey) est produit par la co-entreprise entre le constructeur chinois GAC et FCA. Il est plus compact que la première génération de Journey (4,70 mètres).